# カノジョに浮気されていた俺が、小悪魔な後輩に懐かれています
『カノジョに浮気されていた俺が、小悪魔な後輩に懐かれています』（カノジョにうわきされていたおれが、こあくまなこうはいになつかれています）は、御宮ゆうによる日本のライトノベル。イラストは、えーるが担当している。2017年12月より「小説家になろう」にて『カノジョに浮気されていた俺が、クリスマス目前に美少女サンタと出会いました』のタイトルで連載開始。さらに2019年1月より「カクヨム」でも連載開始し、角川スニーカー文庫（KADOKAWA）より2019年12月から2024年10月まで書籍化された。公式略称は「カノうわ」。第4回カクヨムWeb小説コンテストラブコメ部門特別賞。2024年9月時点で電子版を含めたシリーズ累計部数は40万部を突破している。
メディアミックスとして、香澤陽平によるコミカライズ版が、ComicWalker（現・カドコミ）およびニコニコ漫画の『少年エースplus』にて2021年11月より連載中。

## あらすじ
羽瀬川 悠太は彼女であった相坂 礼奈に振られてしまった。そして、クリスマスがやってきた。そこで悠太は、サンタクロースのコスプレでビラ配りをしていた志乃原 真由に出会う。同じ大学の人だと分かった二人は、よく悠太の家に行くようになる。

## 登場人物
担当声優はボイスコミック版での配役。
羽瀬川 悠太（はせがわ ゆうた）
声：加藤渉
とある大学に通う二年生。バスケのサークルに所属している。サークル名は「start」。彼女がいたがクリスマス前に振られ、心傷が続いていた。クリスマス前日にサンタのコスプレでビラ配りをしていた真由に出会う。
志乃原 真由（しのはら まゆ）
声：稲垣好
悠太の通う大学の一年生。悠太に出会ってから、よく悠太の家に行き世話をするまでに仲良くなった。悠太の家に来ては勝手に家に上がる。悠太にとっては小悪魔的な後輩。Startのマネジャーになった。
美濃 彩華（みの あやか）
声：森山由梨佳
悠太とは高校時代からの付き合いで、悠太と同じ大学の二年生。自身が所属する「green」のサークル代表。悠太が礼奈とデートする際に服装を選ぶ。2巻では、春休みに悠太と温泉旅行に行く。
相坂 礼奈（あいさか れいな）
悠太の元カノ。近くの女子大に通う女子大生。悠太とは1年の時の文化祭で出会い恋人となった。しかし、2人の行動がぶつかり別れた。
月見里 那月（やまなし なつき）
声：佐藤詩乃
礼奈の中学時代からの知り合い。悠太達と同じ大学。悠太とはテストお疲れ飲み会で出会った女性。その後は、いろいろな飲み会で出会ったりする。

## 既刊一覧

### 小説
- 御宮ゆう（著）・えーる（イラスト） 『カノジョに浮気されていた俺が、小悪魔な後輩に懐かれています』 KADOKAWA〈角川スニーカー文庫〉、全8巻
  1. 2019年12月1日初版発行（同日発売[12]）、ISBN 978-4-04-108799-2
  2. 2020年5月1日初版発行（同日発売[13]）、ISBN 978-4-04-108804-3
  3. 2020年11月1日初版発行（同日発売[14]）、ISBN 978-4-04-110867-3
  4. 2021年6月1日初版発行（同日発売[15]）、ISBN 978-4-04-111217-5
  5. 2021年12月1日初版発行（同日発売[16]）、ISBN 978-4-04-111862-7
  6. 2022年4月28日発売[17]、ISBN 978-4-04-112300-3
  7. 2022年12月1日発売[18]、ISBN 978-4-04-113087-2
  8. 2023年11月1日発売[19]、ISBN 978-4-04-113733-8
- 御宮ゆう（著）・えーる（イラスト） 『カノジョに浮気されていた俺が、小悪魔な後輩に懐かれています after story』 KADOKAWA〈角川スニーカー文庫〉、2024年10月1日配信[20]

### 漫画
- 御宮ゆう（原作）・えーる（キャラクター原案）・香澤陽平（漫画） 『カノジョに浮気されていた俺が、小悪魔な後輩に懐かれています』 KADOKAWA〈角川コミックス・エース〉、既刊5巻（2024年8月26日現在）
  1. 2022年6月24日発売[21]、ISBN 978-4-04-112722-3
  2. 2022年12月26日発売[22]、ISBN 978-4-04-112726-1
  3. 2023年7月25日発売[23]、ISBN 978-4-04-113919-6
  4. 2024年1月26日発売[24]、ISBN 978-4-04-114551-7
  5. 2024年8月26日発売[25]、ISBN 978-4-04-115294-2